# Monte Cresto
Il monte Cresto (mont Crest in francese - pron. AFI: [mɔ̃ kʁɛst]) è una montagna delle Alpi Biellesi alta 2.548 m; è situata tra la Valle Cervo e la Valle del Lys, e interessa il comune di Issime e un'isola amministrativa del comune di Sagliano Micca. 
Dopo il Monte Mars e il Monte Bo, è la terza montagna per altezza del Biellese.

## Descrizione

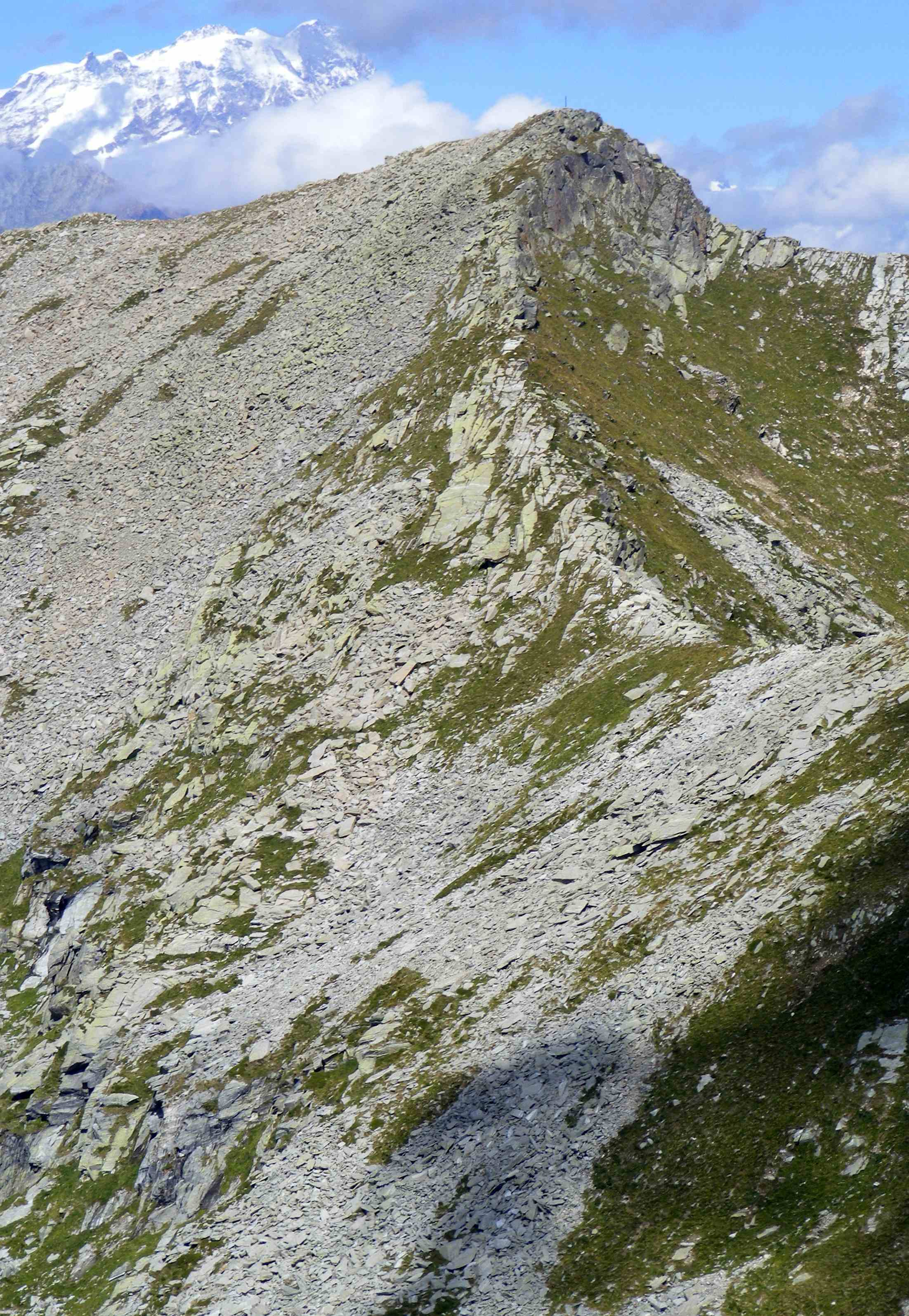
Il Cresto visto dal monte Pietra Bianca; sullo sfondo il gruppo del Rosa

Il Cresto fa parte del crinale che dalla Punta Tre Vescovi prosegue verso sud dividendo il Biellese dalla Valle del Lys. 
Il Passo del Lupo (o Tourrison, 2.342 m, poco a sud della montagna), percorso dal sentiero E41, lo separa dal Monte Pietra Bianca, mentre verso nord il Passo delle Tote (2.292 m) lo divide dalla Punta della Vecchia (2.387 m).
Sull'anticima nord-ovest (2.536 m) il territorio del comune biellese di Sagliano Micca converge con quelli valdaostani di Issime e di Gaby, questi ultimi divisi tra loro dal crinale che collega il Cresto con la Cima Becket (2.323 m). Verso est si stacca invece dalla cima principale il costolone che comprende la Punta Canaggio (2.025 m) e che separa il Vallone del Torrente Irogna da quello del Lago della Vecchia.
Sul punto culminante è presente una croce metallica.

## Alpinismo e escursionismo
La via di accesso escursionistica (piuttosto impegnativa) è il sentiero che collega, sempre tenendosi a breve distanza dello spartiacque, il Colle della Vecchia con il Passo del Lupo. Questo sentiero coincide per un buon tratto con l'Alta Via delle Alpi Biellesi, un trekking con caratteristiche in parte alpinistiche che percorre il crinale Cervo-Lys.
La traversata integrale della montagna che percorre la cresta est e che dopo aver raggiunto la cima scende al Passo delle Tote presenta passaggi alpinistici valutati di 2º grado.

## Punti di appoggio
Il più pratico punto di appoggio per la salita al Cresto è il Rifugio della Vecchia, costruito nei pressi dell'omonimo lago.